# Cristina Ferreira
Cristina Maria Jorge Ferreira, née le 9 septembre 1977 à Malveira, Torres Vedras au Portugal, est une animatrice de télévision, mannequin, femme d’affaires et journaliste portugaise.

## Biographie
Née à Torres Vedras en 1977, Cristina Ferreira est diplômée en histoire et enseigne pendant quelques années. Peu après, elle obtient un diplôme en journalisme avec les professeurs Manuel Luís Goucha et Júlia Pinheiro. 
Elle commence sa carrière avec l'animation du Big Brother et de l'émission d'informations Diário da Manhã. De 2004 à 2018, elle anime, avec Manuel Luís Goucha, le débat télévisé matinal Você na TV! sur la chaîne TVI.
Elle a été mariée avec l'ex-footballeur António Casinhas, avec qui elle s'est divorcée en 2011. Par la suite, le public apprend qu'elle a eu un enfant avec.
En 2013, elle a animé la 3e édition de A tua cara não me é estranha, avec Manuel Luís Goucha.
Elle lance par la suite son parfum "MEU by Cristina Ferreira" et un magazine portant son prénom. Le 8 octobre 2016, elle lance le "MEU by Cristina Ferreira" pour homme.
Après plus de 14 ans sur TVI, c'est en 2018 que Cristina Ferreira décide de rejoindre la chaine rivale SIC. Après plus de 6 mois hors les écrans, c'est le 7 janvier 2019 qu'elle fait son début chez SIC avec l'émission matinale "O Programa da Cristina". Depuis le premier jour, l'émission arrive en tête des audiences, détrônant ainsi Você na TV! (leader depuis 12 ans).
Sans que personne s'y attende, le vendredi 17 juillet 2020, au soir, on apprend que la présentatrice quittait la chaine de Carnaxide (SIC) où elle s'était installée depuis un an et quelques mois, pour revenir chez TVI.  
À l'origine de ce changement, le mécontentement de la présentatrice avec le directeur-général de divertissement, Daniel Oliveira. En effet, Cristina Ferreira a jugé qu'elle n'a pas eu assez d'opportunités chez SIC, ou elle présentait une seule émission (alors que chez TVI, elle présentait en 2018, son émission matinale Você na TV!, avec Manuel Luis Goucha ainsi qu'une émission en access prime-time à 19h, Apanha Se Puderes).  
Elle rejoint donc TVI début septembre 2020, en tant que directrice de fiction et de divertissement, mais également en tant qu'actionnaire du groupe Media Capital, qui détient, entre autres la chaine généraliste TVI.

## Télévision

### RTP
- 2002 : Regiões

### TVI
- 2002-2003 : Olá Portugal (reporter)
- 2003 : Big Brother - Extra
- 2003 : Diário da Manhã (reporter)
- 2004-2018 :  Você na TV!
- 2011 : Uma Canção para Ti (4° édition et Kids)
- 2012-2018 : A Tua Cara Não Me É Estranha (1°/2°/3°/4°/5° éditions)
- 2012-2018 : Somos Portugal (pt)
- 2013-2015 : Dança Com As Estrelas (1°/2°/3° éditions)
- 2015 : Cristina
- 2017-2018 : Apanha se Puderes
- 2020- : Dia de Cristina (pt)

### SIC
- 2019 : O Programa da Cristina (présentatrice)
- 2019 : Prémio de Sonho (com Cristina Ferreira)
- 2019 : XXIV Gala dos Globos de Ouro (présentatrice)
- 2019 : Golpe de Sorte (participation spéciale)

### Autres émissions
- 2007 - Viagem ao Mundo das Maravilhas
- 2009 - Participation à la telenovela Sentimentos
- 2010 - As tardes da Júlia, elle a remplacé Júlia Pinheiro
- 2011 - Festas de Ponte de Lima, coanimation avec Marisa Cruz
- 2011 - Festa na praia Albufeira, coanimation avec Nuno Eiró
- 2011 - Festa medieval de Óbidos, coanimation avec Nuno Eiró
- 2011 - Festa dos tabuleiros, coanimation avec Nuno Eiró
- 2011 - A tarde é sua de la TVI, elle a remplacé Fátima Lopes en tant qu'animatrice
- 2012 - A tarde é sua de la TVI, elle a remplacé Fátima Lopes en tant qu'animatrice
- 2012 - Gala de Noël à la TVI, coanimation avec Manuel Luís Goucha
- 2013 - 20 anni della TVI, coanimation avec Manuel Luís Goucha et Fátima Lopes
- 2013 - A tarde é sua de la TVI, elle a remplacé Fátima Lopes en tant qu'animatrice

## Récompenses
- 2011 : 2e Galà Trofeo TV7Dias : meilleure animatrice de télévision de l'année.